# Лубор Нидерле
Лубор Нидерле (чеш. Lubor Niederle; Клатови, 20. септембар 1865 — Праг, 14. јун 1944) је био чешки антрополог, археолог, етнограф и историчар.

## Биографија
Радио је као професор на Универзитету у Прагу, био је доктор историје и класичне археологије. Бавио се словенском етнографијом, објавио је дела »Словенске старожитности« и »Живот старих Словена«.
Увео је појам Белобрдска култура.